# モニク・ド・ラ・ブリュショルリ
モニク・ド・ラ・ブリュショルリ（Monique de la Bruchollerie、1915年4月20日 パリ - 1972年12月14日 ブカレスト）はフランスのピアニスト。

## 経歴
生い立ち
1915年、パリで生まれた。ド・ラ・ブリュショルリ家は音楽家の家系であり、フランソワ＝アドリアン・ボイエルデューやアンドレ・メサジェが祖先にいる。7歳でパリ音楽院に入学し、両親の親友イシドール・フィリップに師事。1928年に音楽院を首席で卒業した。その後はパリでアルフレッド・コルトーに、ウィーンでエミール・フォン・ザウアーに、ベルリンでラウル・コチャルスキの下で学んだ。
1932年、シャルル・ミュンシュの指揮で協奏曲を演奏して、ピアニストとして活動する突破口を開いた。1936年から1938年まで数々のコンクールで成功を収めており、1937年にはワルシャワのショパン国際コンクールに入選した。
第二次世界大戦後
第2次世界大戦後に米国やポーランドなどで国際的な活躍を始め、オイゲン・ヨッフム、エルネスト・アンセルメ、ヤン・クレンツ、ヘルベルト・フォン・カラヤン、セルジュ・チェリビダッケらの著名な指揮者と共演するも、1966年12月にルーマニアで自動車事故により左手の機能を失い、演奏活動から引退を余儀なくされた。
晩年は教育活動に献身し、ジャン＝マルク・サヴェリ、Jean-Marc Savelli, シプリアン・カツァリスらを育成した。1972年、ブカレストにて死去。